# Nestinarstvo

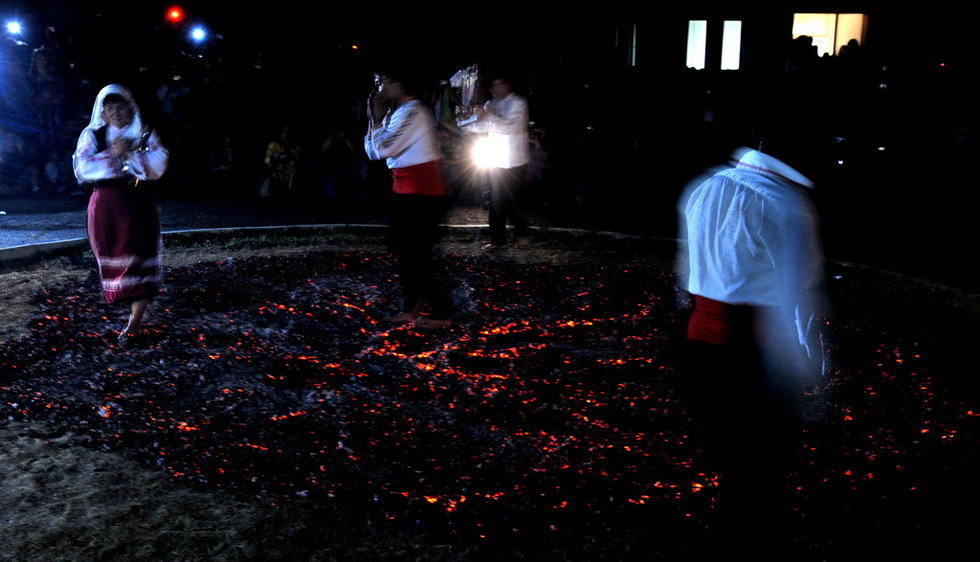
Nestinarstvo

Nestinarstvo (Bulgaars: нестинарство, Grieks: αναστενάρια, anastenária) is een vuurdansritueel, het is de climax van het jaarlijkse ritueel op de feestdagen van Sint Constantijn en Helena (3 juni en 4 juni). 
Nestinarstvo wordt nog uitgevoerd in Bulgari in Bulgarije, maar kwam eerder in vele plaatsen voor. Tijdens Panagyr komen duizenden mensen, waaronder Grieken die deelnemen aan het ritueel, naar Bulgari.
Het ritueel is om vruchtbaarheid en geluk in het dorp ontvangen. In de ochtend vindt een processie met iconen van de twee heiligen plaats. De iconen worden naar de bron met heilig water gebracht en de processie wordt begeleid door drums en doedelzakken. Bij de bron worden kaarsen en heilig water uitgedeeld, dit is voor een goede gezondheid. 
Het festival eindigt 's avonds met een vuurdans. Mensen vormen zwijgend een cirkel rond de gloeiende sintels, een heilige drum begeleid het ritueel. De Nestinari, de spirituele leiders door welke de heiligen hun wil kenbaar maken, komen de cirkel binnen en betreden de gloeiende sintels. 
Sinds 2009 staat Nestinarstvo vermeld op de Lijst van Meesterwerken van het Orale en Immateriële Erfgoed van de Mensheid van UNESCO.